# فهد القوصو
فهد القوصو (بالإنجليزية: Fahd al-Quso)‏ (و. 1974 – 2012 م) كان مطلوباً لمكتب التحقيقات الفدرالي، بتهمة الإرهاب. قتل في محافظة شبوة، بغارة جوية لطائرة أمريكية دون طيار.